# Comité Olímpico Ruso
El Comité Olímpico Ruso (en ruso: Олимпийский комитет России, Olympiyskiy Komitet Rossii, OKR) es el comité olímpico nacional en representación de la Federación de Rusia. Es responsable de la participación de Rusia en los Juegos Olímpicos.
Nació en 1911, como comité del Imperio ruso y tras el éxito de la Revolución de Octubre fue reemplazado por el Comité Olímpico Soviético (en ruso: Национальный Олимпийский комитет Союза Советских Социалистических Республик – НОК СССР) hasta 1991. En 1993 se restableció el Comité Olímpico Ruso.
Su actual presidente es Aleksandr Zhúkov.
El país también cuenta con un comité paralímpico.

## Historia
El Comité Olímpico de Rusia fue fundado en 1911 por representantes de las Sociedades Deportivas Rusas en una reunión en San Petersburgo, en las instalaciones de la Sociedad Imperial Rusa para el Ahorro en el Agua (calle Sadovaya 50), cuando se adoptó el Estatuto y los miembros del comité fueron elegido. El primer presidente del Comité Olímpico Ruso fue Viacheslav Sreznevski. Por decisión de la Asamblea Constituyente el 1 de diciembre de 1989, el Comité Olímpico de toda Rusia se estableció como una organización pública independiente. 
El 13 de agosto de 1992, fue nombrado oficialmente Comité Olímpico Ruso (ROC). El reconocimiento total y final del Comité Olímpico Ruso como sucesor legal del Comité Olímpico Soviético por parte del Comité Olímpico Internacional (COI) se recibió en la 101.ª Sesión del COI en septiembre de 1992.
En noviembre de 2017, el Comité Olímpico Ruso lanzó el sitio web Team Russia especializado en noticias sobre los resultados de los atletas rusos en eventos deportivos. El 5 de diciembre de 2017, el COI suspendió al Comité Olímpico Ruso por su participación en un programa de dopaje patrocinado por el Estado. 
El 28 de febrero de 2018, tras la finalización de los controles de dopaje de los atletas rusos que participaron en los Juegos Olímpicos de Invierno de 2018, el COI reintegró al Comité Olímpico Ruso, a pesar de dos controles antidopaje fallidos.
El 9 de diciembre de 2019, la Agencia Mundial Antidopaje (AMA) prohibió a Rusia participar en todos los deportes internacionales durante cuatro años, después de que se descubriera que los datos proporcionados por la Agencia Antidopaje de Rusia habían sido manipulados por las autoridades rusas con el objetivo de proteger a los atletas involucrados. En su esquema de dopaje patrocinado por el Estado. Posteriormente, Rusia presentó una apelación ante el Tribunal de Arbitraje Deportivo (TAS) contra la decisión de la AMA. 
El Tribunal de Arbitraje Deportivo, al revisar la apelación de Rusia de su caso ante la AMA, dictaminó el 17 de diciembre de 2020 reducir la sanción impuesta por la AMA. En lugar de prohibir que Rusia participe en eventos deportivos, el fallo permitió a Rusia participar en los Juegos Olímpicos y otros eventos internacionales, pero durante un período de dos años, el equipo no puede usar el nombre, la bandera o el himno ruso y debe presentarse como "Atleta neutral" o "Equipo neutral ". El fallo permite que los uniformes de los equipos muestren "Rusia" en el uniforme, así como el uso de los colores de la bandera rusa dentro del diseño del uniforme, aunque el nombre debe tener el mismo predominio que la designación de "Atleta/equipo neutral".
El 19 de febrero de 2021, se anunció que Rusia competiría en Tokio bajo el acrónimo "ROC", iniciales del nombre del Comité Olímpico Ruso en inglés, aunque el nombre completo del comité no podía usarse para referirse a la delegación. En atletismo, World Athletics no otorgará más de 10 Atletas Neutrales Autorizados (ANA) al Comité Olímpico Ruso. Rusia estaría representada por la bandera del Comité Olímpico Ruso. También se permitiría usar uniformes de equipo que lleven la palabra "Ruso" siempre que se agregue el término "Atletas Neutrales". 
El 22 de abril de 2021, el COI aprobó el reemplazo del himno de Rusia, después de que se rechazara una elección anterior de la canción popular rusa "Katiusha". Se utilizará un fragmento del Concierto para piano n.º 1 de Piotr Ilich Chaikovski.